# Ника Турковић
Ника Турковић (Загреб, 7. јун 1995) је хрватска млада певачица, која је своју земљу представљала на Дечјој песми Евровизије 2004.

## Биографија
Ника Турковић рођена је 7. јуна 1995. у Загребу, Хрватска. Музиком је почела да се бави од своје четврте године. Пре појаве на Дечјој песми Евровизије, учествовала је у неколико познатих ТВ емисија. На такмичењу је са песмом „Хеј мали“ заузела треће место.
Поред матерњег, Ника течно говори и италијански, словеначки и енглески и учи шпански. Од своје осме године пише песме на енглеском. Прва песму назвала је „Месец и звезде“ ("The Moon and The Stars").

## Дискографија
Ника је после успеха на Дечјој песми Евровизије снимила ЦД „Странац“, на којем се налази дуети са Тонијем Цетинским и Оливером Драгојевићем, познатим хрватским певачима.